# Куршель, Джама Али
Джама Али Куршель (сомал. Jaamac Cali Qoorsheel, араб. جامع علي قورشيل‎); Эригабо, Сомали — 1989, Лондон) — сомалийский политический, государственный и военный деятель, бригадный генерал, первый вице-президент Верховного революционного совета и Сомалийской Демократической Республики (октябрь 1969 — апрель 1970), государственный секретарь внутренних дел, начальник полиции Сомали (1967—1969). Лидер Сомалийской национальной лиги.

## Биография
Джама Али Куршель родился в городе Эригабо. Здесь он изучал Коран, затем учился в средней школе в Адене, Йемен. После окончания школы вернулся на север Сомали и поступил на службу в полицию. Был отправлен для обучения в Национальном полицейском колледже в Райтон-он-Дансмор, Уорикшир, Англия. 
После обретения независимости в 1960 году Британским Сомалилендом был лидером Сомалийской национальной лиги. Участник Эфиопско-сомалийской пограничной войны 1964 года.
После создания Сомалийской республики и убийства второго президента страны Абдирашид Али Шермарка Куршель стал одной из ключевых фигур путча 1969 года, в результате которого к власти пришла военная хунта во главе с генералом Мохамедом Сиадом Барре. Куршель был назначем первым вице-президентом Верховного революционного совета и Сомалийской Демократической Республики. После вступления в должность на него была возложена ответственность за внутренние дела в стране. 
В 1970 году была раскрыта предполагаемая попытка контргосударственного переворота, организованная, как сообщается[кем?], Куршелем. В результате он был арестован в апреле 1971 года. Освобождён из тюрьмы в 1975 году. 
Умер в 1989 году в Лондоне. Его тело было доставлено самолётом в Мекку, где в его честь была проведена религиозная церемония, после этого Куршель был похоронен в Могадишо. Его сын Саид Куршель также стал политиком.